# ريتشارد جوميز
ريتشارد جوميز هو مبارز بالسيف وعارض وممثل فلبيني، ولد في 7 أبريل 1966 في مانيلا في الفلبين.

## وصلات خارجية
- ريتشارد جوميز على موقع IMDb (الإنجليزية)
- ريتشارد جوميز على موقع ميوزك برينز (الإنجليزية)
- ريتشارد جوميز على موقع قاعدة بيانات الفيلم (الإنجليزية)